# Сигизмунд Гелений
Сигизмунд Гелений (1497 — 13 апреля 1554) — чешский филолог, писатель-гуманист.

## Биография
Происходил из шляхетской семьи Гелениев. Сын Григора Геления, известного гуманиста и переводчика. Сначала учился в Карловом университете. После чего, в 1509 году, отбыл на учёбу в Италию, где изучал античную литературу. По возвращении работал преподавателем в Карловом университете. Начинает переписку с Филиппом Меланхтоном. Быстро вступает в конфликт с университетской профессурой относительно взглядов на преподавание латинской и греческой литературы. Вследствие этого покидает Прагу и в 1523 году переезжает в Базеле. В 1524 году получает работу в типографии Иоаганн Фробен, где работал корректором и редактором. В это время он подружился с другим известным гуманистом Эразмом Роттердамским. В 1525 и 1526 годах с помощью Меланхтона пытался получить должность профессора в Нюрнбергском университете, однако тщетно. Поэтому Сигизмунд Гелений работал в типографии Фробена до самой смерти, последовавшей 13 апреля 1554 года.

## Творчество
Весомой частью работы Гелене являются его переводы с латыни на чешский язык. Самым значимым произведением является «Lexicon symphonum» — латинский греко-немецко-чешский словарь, где также анализируются и сравниваются слова из этих языков.
Сигизмунд Гелений перевёл на чешский язык «Похвалу Глупости» Эразма Роттердамского, труды Петрарки и Цицерона. В активе Геления есть также редактирование и публикация работ Тертуллиана, первая печатная редакция Перипла Эритрейского моря.

## Работы
- Historiae mundi libri 37. Basileae : Froben & Episcopius, Aug. 1539. Digitalisierte Ausgabe der Universitäts- und Landesbibliothek Düsseldorf
- G. Plinii Secundi Naturalis Historiae Libri 37. Venetiis : Manutius, 1559. Digitalisierte Ausgabe der Universitäts- und Landesbibliothek Düsseldorf